# Sarcophaga vagans
Sarcophaga vagans är en tvåvingeart som beskrevs av Johann Wilhelm Meigen 1826. 
Sarcophaga vagans ingår i släktet Sarcophaga och familjen köttflugor. Artens utbredningsområde är Tyskland. Arten är reproducerande i Sverige. Inga underarter finns listade i Catalogue of Life.